# Metropolitano de Lyon

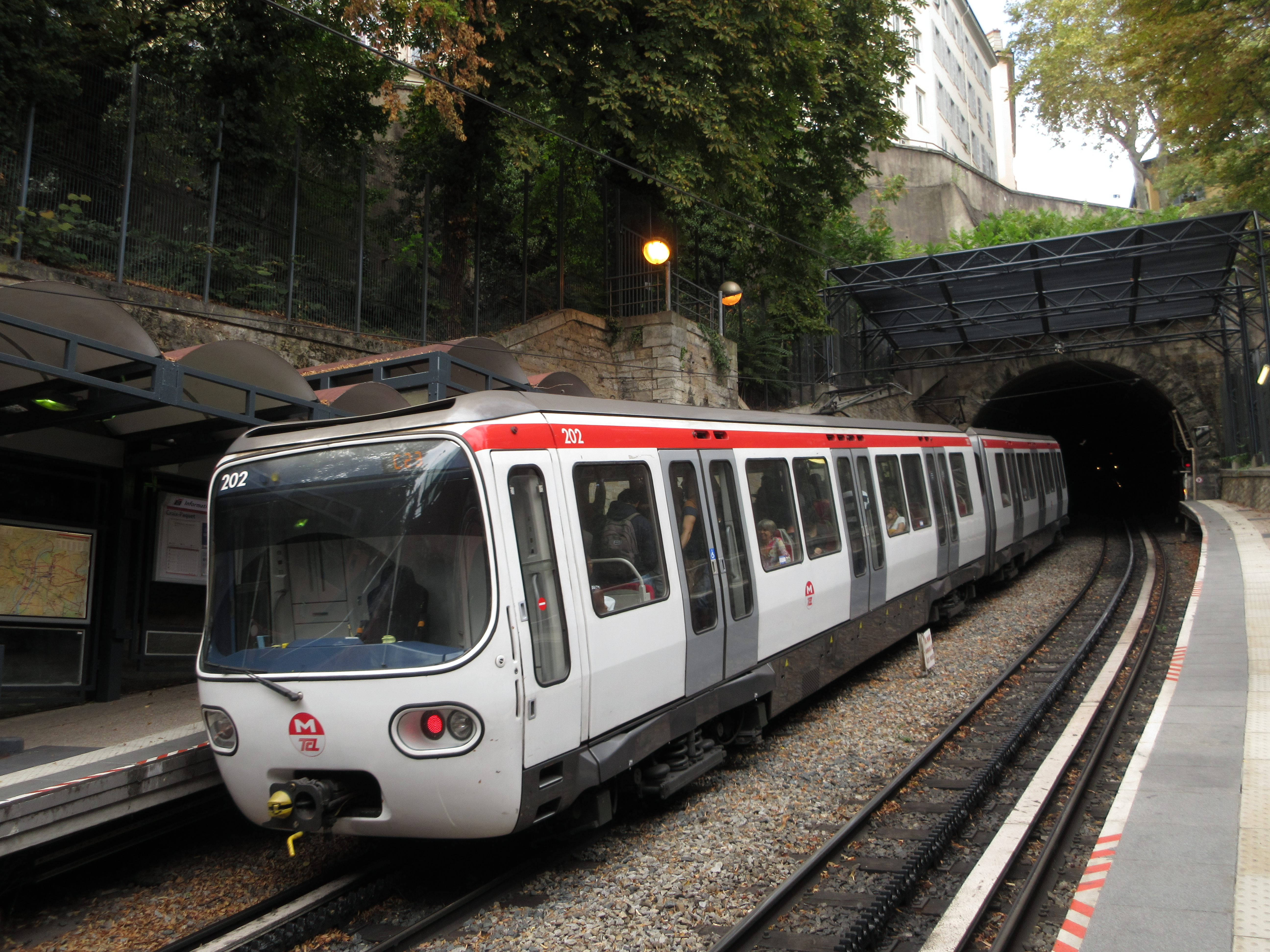
Linha C na Estação Croix-Paquet.

O metrô (português brasileiro) ou metro (português europeu) de Lyon (de Lion ou de Lião) é um sistema de metropolitano na cidade de Lyon, em França. Foi inaugurado em 1978 e actualmente tem já quatro linhas. Faz parte da Transports en Commun Lyonnais (TCL), o sistema de transportes públicos da cidade.
Ao contrário do que é habitual nos sistemas de metropolitano franceses, os comboios do metro de Lyon circulam à esquerda (à semelhança dos metropolitanos portugueses), devido a um projecto já abandonado de expandir o metro à periferia da cidade utilizando linhas de comboio (trem). As carruagens circulam sobre carris de ferro à excepção das da Linha D, que sendo automáticos, circulam sobre pneus de borracha.

## Rede

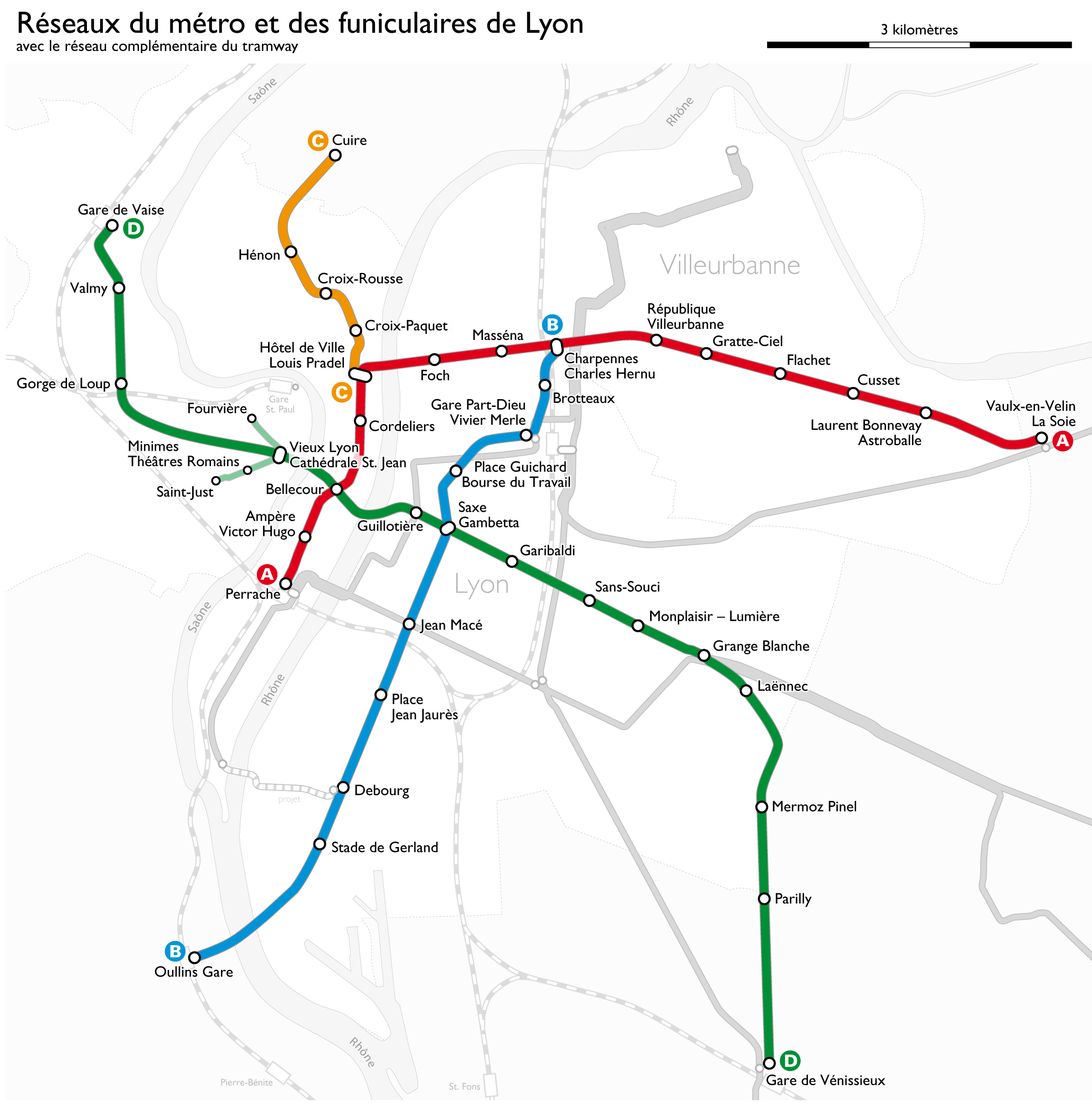
Mapa da rede do metro de Lyon.

| Linha   | Cor      | Trajecto                            | Inauguração | Número de estações |
| ------- | -------- | ----------------------------------- | ----------- | ------------------ |
| Linha A | Vermelho | Perrache ↔ Vaulx-en-Velin - La Soie | 1978        | 13                 |
| Linha B | Azul     | Gare d'Oullins ↔ Charpennes         | 1978        | 9                  |
| Linha C | Laranja  | Hôtel de Ville ↔ Cuire              | 1978        | 5                  |
| Linha D | Verde    | Gare de Vénissieux ↔ Gare de Vaise  | 1991        | 15                 |